# Résolution 776 du Conseil de sécurité des Nations unies
Membres permanents
- Chine
- États-Unis
- France
- Royaume-Uni
- Russie

Membres non permanents
- Autriche
- Belgique
- Cap-Vert
- Équateur
- Hongrie
- Inde
- Japon
- Maroc
- Venezuela
- Zimbabwe

Résolution no 775 Résolution no 777
La Résolution 776 du Conseil de sécurité des Nations Unies, adoptée le 14 septembre 1992, après avoir réaffirmé la résolution 743 (1992) et pris note des offres d'assistance faites par les États membres depuis l'adoption de la résolution 770 (1992), le Conseil de sécurité a autorisé une augmentation de la capacité du la Force de protection des Nations Unies (FORPRONU) en Bosnie-Herzégovine et dans d'autres régions de l'ex-Yougoslavie.
La résolution 776 étend le mandat de cette Force pour assurer la protection des organisations humanitaires comme le Comité international de la Croix-Rouge et celles d'autres activités demandées par le Haut-Commissariat des Nations Unies pour les réfugiés telles que la planification des convois et la négociation des passages sûrs. La Force est également autorisée à faire usage de la force en légitime défense si des personnes armées tentaient de l'empêcher d'accomplir son mandat. 
La résolution a été adoptée par 12 voix contre 0, avec 3 abstentions de la part de la Chine, de l'Inde et Zimbabwe . 

## Voir également
- Dislocation de la Yougoslavie
- Guerre de Bosnie-Herzégovine
- Guerre de Croatie
- Guerre de Slovénie
- Guerres de Yougoslavie